# Firuzkuh (gúrides)
Firuzkuh fou la capital de la dinastia gúrida (shansàbanida), situada prop del lloc del poble actual de Jam (Afganistan), a la vora del Hari Rud. El minaret de Jam és l'única resta de la ciutat que es conserva.
Al començament del segle xii, els shansabànides de Gur o Ghor havien aconseguit l'hegemonia com a caps de les regions muntanyoses del país, al centre del modern Afganistan. El 1118, el soldà seljúcida Sandjar va posar al tron a Gazni Bahram Shah ben Masud (1118-1157). La sobirania que exercia Gazni sobre Ghor des del començament del segle xi, i que el 1108 s'havia trencat de fet, va arribar a la fi. Un dels caps shansabànides de Ghor, Malik Kutb al-Din Muhammad, fou enverinat per ordre de Bahram, quan havia iniciat la construcció d'una vila fortalesa per servir de capital al districte de Warshada, que fou la futura Firuzkuh; un altre germà, Sayf al-Din Suri, va dirigir una expedició de revenja a Gazni, però fou capturat i crucificat; un altre germà, Baha al-Din Sam I (1149), va morir abans de poder prendre cap mesura per venjar els seus germans, i el va succeir com amir i malik Ala al-Din Husayn, senyor shansabànida de Mandesh. La seva primera mesura fou acabar la construcció de la fortalesa de Firuzkuh, que va proclamar com la seva capital. Després va fundar l'Imperi gúrida.
Fou capital durant més de 60 anys i on es van recollir totes les riqueses derivades del botí dels gúrides arreu. Fou també un centre cultural, en què van florir escriptors i poetes. Ghiyath al-Din Muhammad (1163-1203) es va instal·lar a Gazni el 1173 i, a la seva mort, el 1203, Firuzkuh va perdre importància. El 1210, la va conquerir Ala al-Din Muhàmmad de Coràsmia i, el 1222, fou destruïda pels mongols dirigits per Ogodei.